# 汚れた下着
「汚れた下着」（よごれたしたぎ）は、中村中のメジャーデビューシングル。

## 概要
2006年6月28日（中村の21歳の誕生日）にリリースされた。CDとCD+DVDの2形態が同時リリースされている。
CDジャケットのタイトル字は中村直筆のものである。オリコン初登場155位と初動売上は振るわなかったものの、シングル「友達の詩」のヒットにより作品が再注目され、オリコンチャート圏外から200位以内に再浮上するという現象を生み出した。
PVは中村本人が1人6役で出演している。役の内訳は、バンドのボーカル・ギター・ベース・ピアノ・ドラムの各担当と清掃人。

## 収録曲
1. 汚れた下着
  - テレビ東京『音時間』on-time recommend

浮気をしている男性の視点から歌詞が書かれている。これは、本人が全国大会出場を果たした「TEENS' MUSIC FESTIVAL 2004」で知り合ったある男性が浮気男であったことを皮肉った歌であるということを、2006年10月4日にオンエアされた『中村中のオールナイトニッポン』において明かしている。
2. 風の街を捨てて
デビューへの意気込みを歌った楽曲。自分を奮い立たせるために歌詞を書いた挑戦的な曲であるという。

DVD
1. 汚れた下着 [Music Clip] … Dir. 川村ケンスケ